# Украинская хата

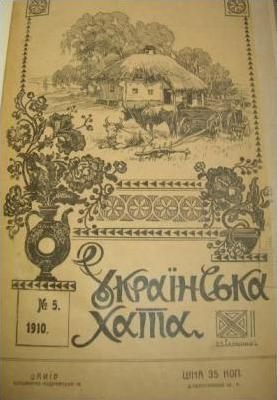
Журнал «Українська хата» № 5 за 1910 г.

«Украинская хата» (укр. Українська хата) — литературно-критический и общественно-публицистический ежемесячник национального умеренно-демократического направления, журнал молодой интеллигенции, выходил с марта 1909 г. по сентябрь 1914 г. в Киеве под ред. П. Богацкого и Н. Шаповала.
После петербургской «Свободной Украины» пытался формулировать идейные основы освободительного движения и нац. и соц. мировоззрения. Преподносил идеал украинства, эмансипированного от посторонних влияний, опирающегося на собственные силы, сумевшего бы сохранить свою индивидуальность.
«Хатяны» выступали с критикой традиций украинофильства с его умеренным либерализмом, поверхностным демократизмом, соглашательством и ориентацией на чужие общественные силы. В области литературы защищали и пропагандировали новые течения - модернизм и импрессионизм как метод творчества.
Между «Украинской хатой» и представителями умеренных направлений, преимущественно из газеты «Рада», возникла острая полемика. Ефремов взгляды «Украинского дома» квалифицировал, как произведение рафинированного мещанства, декадентство и беспринципность.
В журнале были напечатаны оригинальные произведения (А. Олеся, Г. Чупринки, Н. Вороного, Галины Журбы, О. Кобылянской, М. Жука, В. Винниченко, С. Черкасенко, А. Коваленко и молодых тогда начинающих М. Рыльского, П. Тычины, М . Семенко, А. Шабленко и др.). и переводные из западной литературы (Ш. Бодлера, К. Гамсуна, П. Альтенберга, Е. Якобсена, Г. Манна и др.), а также литературная критика.
Главным мерилом качества мист. произведения считалась верность «чистоте» или нац. идее (Н. Вороной; Н. Евшан «Под знаменем искусства»).
Сторонниками эстетической критики были Б. Лепкий, О. Грицай, М. Могилянский.
Публицистика представлена А. Товкачевским («Литература и наши народники», «Компроментация идей покровительства», «Черносотенный национализм»), им же проведено исследование творчества Г. Сковороды.
Рецензии публиковали Ю. Будяк, М. Сриблянский (Шаповал) и другие.
Печатались также произведения украинских авторов, опубликованные в зарубежной прессе и литературная хроника.
Появление «Украинского дома» было одним из интереснейших явлений в укр. литературной жизни нач. XX в. Ежемесячник мобилизовал молодые литературные таланты, пробудил художественную критику, активизировал духовную жизнь Украины.
Журнал был запрещен в начале Первой мировой войны.